# Diamante-mascarado
Diamante-mascarado (Poephila personata) é uma pequena ave passeriforme da família Estrildidae. É um residente comum de savana seca em todo o norte da Austrália, de Kimberley, através do Top End, o país do Golfo e a parte sul da Península de Cape York, tão a leste quanto Chillagoe, mas sempre perto de cursos de água.

## Origem
Origem e filogenia foram obtidas por Antonio Arnaiz-Villena et al.